# 東方科學園區

東方科學園區大門

東方科學園區，簡稱東科，是位於臺灣新北市汐止區的商業大樓群，由東帝士關係企業成員「東雲股份有限公司」投資興建、「沈國皓建築師事務所」建築設計，使用執照為「（83）汐使字第1797號」與「（83）汐使字第1799號」，1992年落成啟用。

## 概要

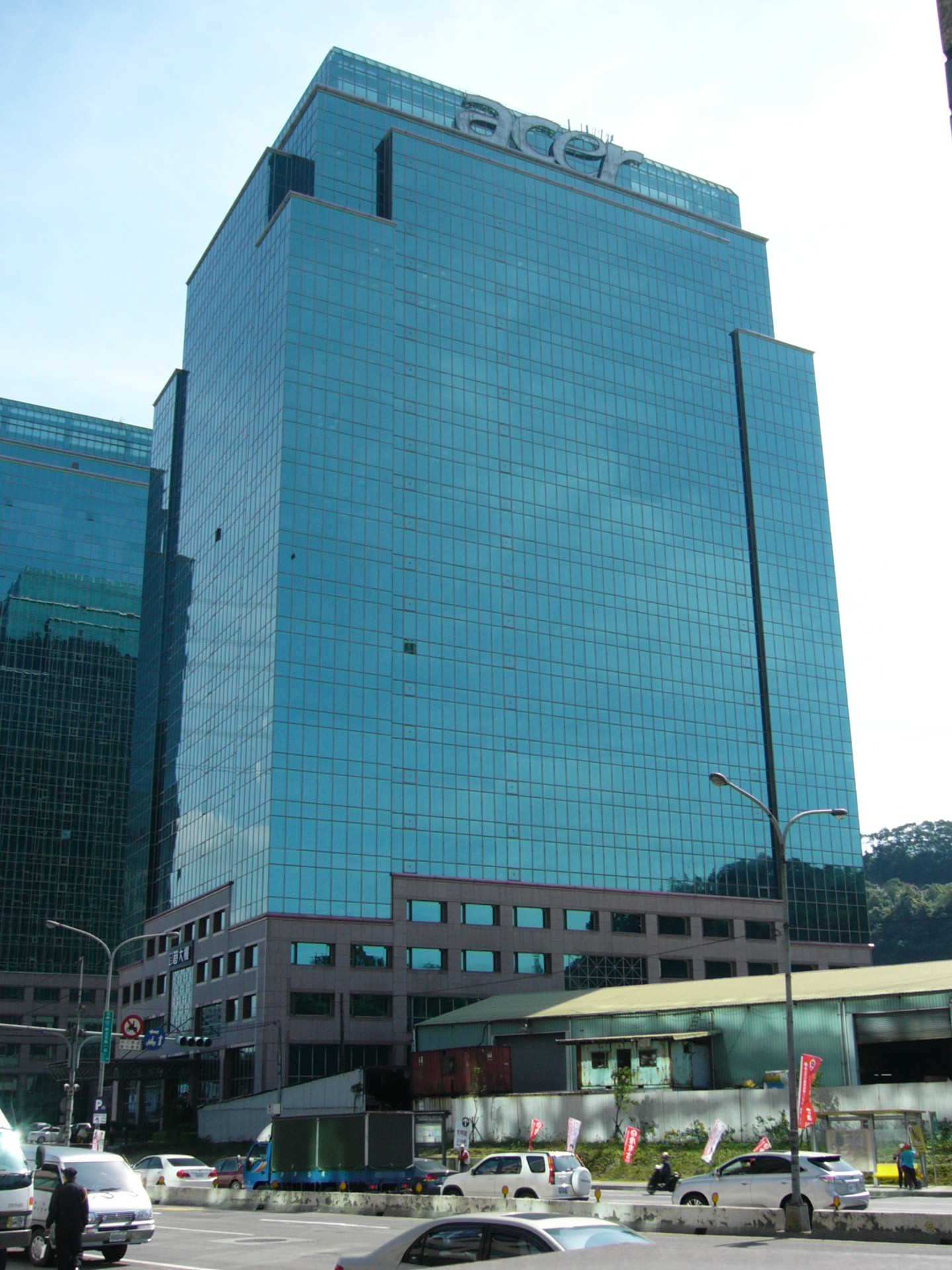
東方科學園區D棟大樓（宏碁大樓）

東方科學園區由四棟二十六層大樓組成，鄰近台鐵汐科車站，建成之初為汐止區少數高層大樓之一，斜對面是同屬高層大樓的遠東世界中心。曾為多家公司總部所在處，東帝士集團總部亦於1990年代中期設於此（新台五路一段100號）。最南側的D棟大樓則由宏碁購入做為營運總部，名為「宏碁大樓」（新台五路一段82至88號）。
1997年10月的東方科學園區廣告標榜5點：
1. 位於北二高、新台五路交叉口，北上南下迅速便利。
2. 鄰近南港軟體工業園區及台北第二世貿中心。
3. 全區18%超低公設比，內部空間180坪－100坪彈性規劃。
4. 完善體貼的服務設施——500坪已正式啟用的員工餐廳、2000餘室內停車位、銀行、商務中心、會議廳、圖書館、中西餐廳、咖啡廳、托兒所、藝廊等，倍增企業經營效率。
5. 開闢專屬園區交通車，往來行駛於台北市、台北縣及基隆市，便利員工上下班。[3]

## 週邊
- 臺5線
- 臺鐵汐科車站
- 宏碁汐止總部
- 遠東世界中心
- 遠雄U-TOWN
- IFG遠雄廣場

## 火災事故
2001年（民國90年）5月12日四時，東方科學園區A棟三樓承租戶玄關遺留火種遭外力打翻，引發火災；至下午一時三十分止暫停救火時止，燒毀A棟三樓及四樓廠戶；但高溫所殘留的餘火進入管道間，造成十六樓發生二度火災，並延燒A棟與B棟十六樓至二十六樓，迄至13日才完成滅火。當時位於25樓的味全總部全毀，超過兩百家廠商受到影響。
此次火災，除了東方科學園區消防設備老舊以外，也點出下面問題：
- 高層消防設備的不足

台北縣政府消防局位於板橋市的海山分隊配有超高層雲梯車「火鳳凰號」，事故之初曾奉命支援，但升降高度仍舊無法到達最低火災樓層，僅能靠大樓本身防火設備以及消防人員搶救才能解決事故。
- 消防人員未能察覺需至特定地方解決事故

由於火災時有部份火花飄入消防管路，為避免因高溫而又於它處再度燃燒（煙囪效應），通常於事故發生後，消防人員皆需要朝消防管路灑水撲滅；但當時事故急於解決，未能及時想到，導致後續二度火災事故。
- 不當拆除防火設備

大樓除了硬體，還必須設置自來水、電力、排水管等管線，才能供公司行號使用。由於大樓裡各種管線眾多，為了便於日後的維修保養，都有設置共同消防管路，讓所有管線都集中在這個空間裡面。有些公司行號進行室內裝潢時，為了美觀或便利，都會另外裝置較美觀的天花板；但施工時往往貪圖方便，將部分共同消防管路間的外圍切除，沒有完全與真正的天花板緊密結合；造成部分共同消防管路間的保護外層出現漏洞，一旦火星在共同消防管路間燃燒，極易順著縫隙燒到其它場所。
2001年（民國90年）7月16日，無黨籍立法委員林瑞圖指控，東帝士集團在此次火災11天前投保巨額火險，此次火災是東帝士集團縱火詐領保險金；東帝士集團於同日下午召開記者會回應，早在8年前就已投保火險，在此次火災中一毛錢都沒領，一定會控告林瑞圖。